# Atílio Vivácqua (Espírito Santo)
Atílio Vivácqua é um município brasileiro no estado do Espírito Santo, Região Sudeste do país. Localiza-se na região sul do estado, a cerca de 150 km da capital capixaba, Vitória. Ocupa uma área de 232,868 km², sendo que 2 km² estão em perímetro urbano, e sua população foi estimada em 12 270 habitantes em 2021.
O território do atual município começou a ser desbravado no século XVIII, com a chegada de exploradores à procura de ouro. Em 1903, foi inaugurada a estação ferroviária da localidade, que veio a se emancipar de Cachoeiro de Itapemirim em 1963, instalando-se em 1964. Seu nome é uma homenagem ao político e jurista capixaba Attilio Vivacqua. As principais fontes de renda são a indústria e a prestação de serviços, mas com participação significativa da agropecuária, em especial da cafeicultura e da bovinocultura.
Atílio Vivácqua possui uma série de atrativos naturais que são destinos de visitantes, como cachoeiras, montanhas e trilhas. Em sua paisagem natural há de se destacar o relevo acidentado, no qual se sobressaem as formações montanhosas. Além disso, o município está situado na área de abrangência do Monumento Natural de Serra das Torres, que se trata do maior conjunto de florestas de Mata Atlântica do sul do Espírito Santo.

## História
As primeiras intrusões de exploradores na área onde está situado o atual município de Atílio Vivácqua aconteceram no século XVIII, quando forasteiros estavam à procura de minas de ouro. Posteriormente se formou um povoamento, que passou a ser atendido pela Estrada de Ferro Leopoldina no começo do século XX, altura em que a localidade era denominada "São Gabriel do Muqui". A estação ferroviária foi inaugurada em 1903, então chamada de "Estação de São Felipe".

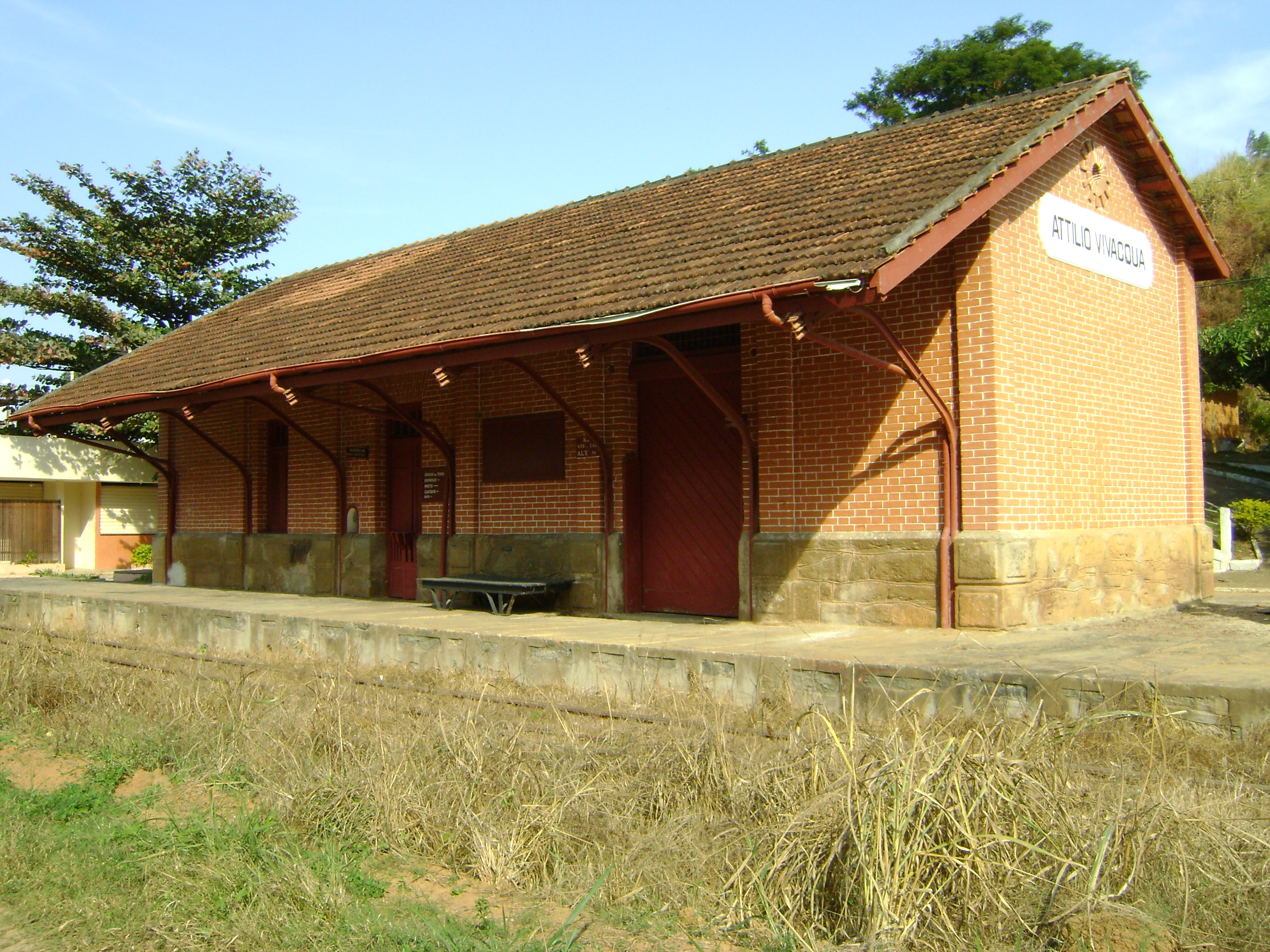
Prédio da antiga Estação de Atílio Vivácqua fotografado em 2008

Pela lei nº 933, de 6 de dezembro de 1913, São Gabriel do Muqui passou a se chamar "São Felipe", mesmo nome da estação ferroviária. Contudo, pelo decreto-lei estadual nº 15.177, de 31 de dezembro de 1943, a localidade foi rebatizada de "Marapé", denominação que também foi incorporada pela estação na mesma década. A essa altura o povoamento figurava como distrito pertencente a Cachoeiro de Itapemirim, do qual veio a se emancipar pelo decreto-lei estadual nº 1.916, de 30 de dezembro de 1963. Instalou-se com o nome de "Atílio Vivácqua" em 10 de abril de 1964, data que é considerada o aniversário da cidade.
O nome do município é uma homenagem ao político e jurista capixaba Attilio Vivacqua, natural de Muniz Freire. Foi jornalista, presidente da Câmara Municipal de Cachoeiro de Itapemirim, deputado estadual, senador e presidente da Ordem dos Advogados do Brasil (OAB), dentre diversos feitos e cargos ocupados em âmbito local e nacional. A antiga estação ferroviária, por sua vez, passou a ser chamada de "Estação Atílio Vivácqua" na década de 1970 e esteve em operação para o transporte de passageiros até a década de 80.

## Geografia
A área do município, segundo o Instituto Brasileiro de Geografia e Estatística (IBGE), é de 232,868 km², sendo que 2,029 km² constituem a zona urbana. Situa-se a 20°54'50" de latitude sul e 41°11'52" de longitude oeste e está a uma distância de 148 quilômetros a sudoeste da capital capixaba. Seus municípios limítrofes são Cachoeiro do Itapemirim, Itapemirim, Presidente Kennedy, Muqui e Mimoso do Sul.
De acordo com a divisão regional vigente desde 2017, instituída pelo IBGE, o município pertence às Regiões Geográficas Intermediária e Imediata de Cachoeiro de Itapemirim. Até então, com a vigência das divisões em microrregiões e mesorregiões, fazia parte da microrregião de Cachoeiro de Itapemirim, que por sua vez estava incluída na mesorregião do Sul Espírito-Santense.

### Relevo e meio ambiente

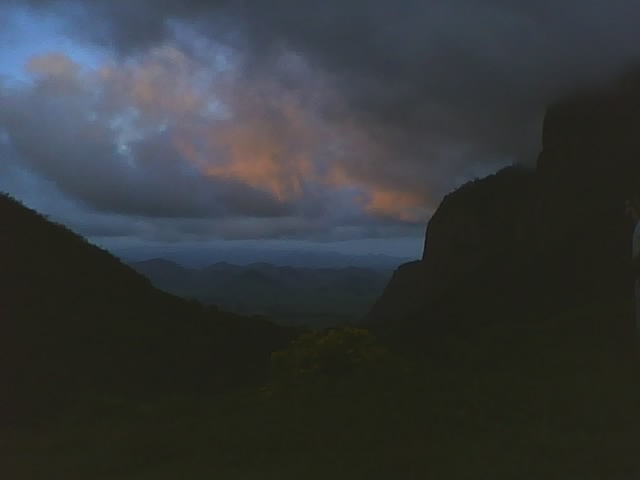
Área de relevo ondulado no município ao anoitecer

O relevo de Atílio Vivácqua é consideravelmente acidentado, principalmente no norte do município, onde estão situadas as serras de Santa Clara, Tijuca e Desengano. De sua área, 47% são de terras montanhosas, 45% onduladas e 3% planas. Os afloramentos rochosos se sobressaem no território municipal, sendo alguns dos mais conhecidos a Pedra do Moitãozinho, com 735 metros (m), e a Pedra da Caveira, com 605 m. A cidade faz parte do bacia hidrográfica do rio Itapemirim e o principal manancial que banha o município é o rio Muqui do Norte.
O tipo de solo predominante é o latossolo vermelho-amarelo, presente em 64% da extensão territorial. Também são expressivos os solos podzólicos, encontrados em 20% das terras. A vegetação nativa, pertencente ao bioma da Mata Atlântica, foi consideravelmente suprimida para ceder espaço às atividades agropecuárias, principalmente a pecuária e a cafeicultura. Dessa forma, a maior parte do território municipal é ocupada por pastagens, que abrangiam 59,7% da área em 2013. No mesmo ano, os remanescentes florestais correspondiam a 15,7% do território, as plantações de café 5,7%, as matas nativas em estágio de recuperação 3,7% e a macega 3,6%. A monocultura de eucalipto representa 1,1% do total, mas quase dobrou de tamanho de 2008 a 2013.
Dentre as áreas de proteção ambiental, há de se destacar o Monumento Natural de Serra das Torres, que está situado entre Atílio Vivácqua, Mimoso do Sul e Muqui e foi criado em 2010. Além de resguardar um conjunto de afloramentos rochosos que integram a paisagem natural, trata-se do maior conjunto de florestas de Mata Atlântica do sul do Espírito Santo. Em 2017, 26% das propriedades rurais contavam com florestas destinadas à preservação permanente ou reservas e mais de 1,59% possuíam florestas plantadas.

### Clima
O clima atiliense é caracterizado, segundo o IBGE, como tropical quente úmido (tipo Aw segundo Köppen), com diminuição de chuvas no inverno e temperatura média anual em torno dos 24 °C, tendo invernos amenos e verões chuvosos com temperaturas altas. O mês mais quente, fevereiro, tem temperatura média de 27 °C, enquanto que o mês mais frio, julho, possui média de 21 °C. Outono e primavera são estações de transição. O índice pluviométrico anual é de aproximadamente 1 100 mm, sendo junho o mês mais seco e dezembro o mais chuvoso.
Segundo dados da Companhia de Pesquisa de Recursos Minerais (CPRM), desde 1944, o maior acumulado de chuva registrado em 24 horas em Atílio Vivácqua foi de 160,4 mm no dia 9 de março de 1994. Outros grandes acumulados foram de 145,1 mm em 4 de fevereiro de 2005, 140,8 mm em 31 de julho de 1982 e 135,9 mm em 10 de dezembro de 2002. De acordo com o Instituto Nacional de Pesquisas Espaciais (INPE), Atílio Vivácqua é o 16º colocado no ranking de ocorrências de descargas elétricas no estado do Espírito Santo, com uma média anual de 2,4924 raios por quilômetro quadrado.
| Dados climatológicos para Atílio Vivácqua | Dados climatológicos para Atílio Vivácqua | Dados climatológicos para Atílio Vivácqua | Dados climatológicos para Atílio Vivácqua | Dados climatológicos para Atílio Vivácqua | Dados climatológicos para Atílio Vivácqua | Dados climatológicos para Atílio Vivácqua | Dados climatológicos para Atílio Vivácqua | Dados climatológicos para Atílio Vivácqua | Dados climatológicos para Atílio Vivácqua | Dados climatológicos para Atílio Vivácqua | Dados climatológicos para Atílio Vivácqua | Dados climatológicos para Atílio Vivácqua | Dados climatológicos para Atílio Vivácqua |
| Mês | Jan                                       | Fev                                       | Mar                                       | Abr                                       | Mai                                       | Jun                                       | Jul                                       | Ago                                       | Set                                       | Out                                       | Nov                                       | Dez                                       | Ano                                       |
| --- | ----------------------------------------- | ----------------------------------------- | ----------------------------------------- | ----------------------------------------- | ----------------------------------------- | ----------------------------------------- | ----------------------------------------- | ----------------------------------------- | ----------------------------------------- | ----------------------------------------- | ----------------------------------------- | ----------------------------------------- | ----------------------------------------- |
| Temperatura máxima média (°C) | 31,8                                      | 33,2                                      | 32                                        | 30,4                                      | 28,3                                      | 27,6                                      | 27,2                                      | 28,1                                      | 28                                        | 29,1                                      | 29,7                                      | 30,8                                      | 29,7                                      |
| Temperatura média (°C) | 26,6                                      | 27,1                                      | 26,4                                      | 24,9                                      | 22,6                                      | 21,4                                      | 21,2                                      | 22                                        | 22,9                                      | 24,2                                      | 24,8                                      | 25,9                                      | 24,2                                      |
| Temperatura mínima média (°C) | 21,7                                      | 21,8                                      | 21,5                                      | 20,3                                      | 17,8                                      | 16,2                                      | 16                                        | 16,9                                      | 17,9                                      | 19,4                                      | 20,4                                      | 21,4                                      | 19,3                                      |
| Precipitação (mm) | 144,1                                     | 76,8                                      | 138,8                                     | 90,9                                      | 45,1                                      | 22,8                                      | 34,8                                      | 30,9                                      | 50,2                                      | 93,5                                      | 176,8                                     | 198,8                                     | 1 103,5                                   |
| Umidade relativa (%) | 76                                        | 75                                        | 80                                        | 81                                        | 80                                        | 81                                        | 79                                        | 76                                        | 74                                        | 75                                        | 80                                        | 80                                        | 78                                        |
| Fonte: Instituto Capixaba de Pesquisa, Assistência Técnica e Extensão Rural (Incaper): temperaturas e precipitação; Climate-Data.org: umidade relativa |                                           |                                           |                                           |                                           |                                           |                                           |                                           |                                           |                                           |                                           |                                           |                                           |                                           |

## Demografia
Em 2010, a população do município foi contada pelo Instituto Brasileiro de Geografia e Estatística (IBGE) em 9 850 habitantes. Segundo o censo daquele ano, 4 999 habitantes eram homens (50,75% do total) e 4 851 habitantes mulheres (49,25%). Ainda segundo o mesmo censo, 6 116 habitantes viviam na zona urbana (62,09%) e 3 734 na zona rural (37,91%). Da população total em 2010, 2 256 habitantes (22,9%) tinham menos de 15 anos de idade, 6 793 habitantes (68,96%) tinham de 15 a 64 anos e 801 pessoas (8,13%) possuíam mais de 65 anos, sendo que a esperança de vida ao nascer era de 75,45 anos.
Segundo o censo do IBGE de 2010, 10,5% das crianças de 10 a 13 anos trabalhavam no município, sendo 9,4% dos meninos dessa faixa etária e 11,8% das meninas. Na faixa entre 14 e 15 anos a porcentagem sobe para 17,8%. No mesmo ano, a população atiliense era composta por 4 491 pardos (45,59% do total), 4 373 brancos (44,4%), 906 negros (9,2%), 74 amarelos (0,75%) e seis indígenas (0,06%). Quanto às religiões, 6 214 são católicos (63,09%), 2 912 evangélicos (29,56%), 649 pessoas sem religião (6,59%) e os 0,76% restantes possuíam outras religiões além dessas ou não tinham religiosidade definida. Segundo a divisão da Igreja Católica, o município é a sede da Paróquia Santo Antônio, que está subordinada à Diocese de Cachoeiro de Itapemirim.

## Economia
O Produto Interno Bruto (PIB) de Atílio Vivácqua tem seu rendimento concentrado nos setores secundário e terciário da macroeconomia, mas com participação significativa da agropecuária. De acordo com dados do IBGE, relativos a 2019, o PIB do município era de R$ 267 863,65 mil. 45 045,69 mil eram de impostos sobre produtos líquidos de subsídios a preços correntes e o PIB per capita era de R$ 22 441,66. Em 2010, 64,21% da população maior de 18 anos era economicamente ativa, enquanto que a taxa de desocupação era de 5,13%.
A pecuária e a agricultura acrescentavam 10 834,59 mil reais na economia de Atílio Vivácqua em 2019, o que se deve sobretudo à cafeicultura e à pecuária, que são as principais atividades do setor primário. A cafeicultura, inclusive, corresponde a aproximadamente 70% da produção da lavoura permanente municipal. Outros cultivos permanentes que se sobressaem são a banana, a laranja, o limão e o palmito. Os cultivos temporários mais representativos, por sua vez, são o milho e o feijão, que possuem importância de modo especial para a agricultura de subsistência. Com relação à pecuária, destaca-se a bovinocultura de leite e a suinocultura, mas também há participação da bovinocultura de corte.
A indústria, por sua vez, acrescentava 60 002,23 mil reais do PIB municipal em 2019. Esse setor é representado pela fabricação de produtos oriundos da produção agropecuária, como massas, biscoito, queijos e derivados do leite, além de estabelecimentos de beneficiamento de granito e manipulação metalúrgica. Ao mesmo tempo, 87 729,18 mil reais do PIB municipal eram do valor adicionado bruto do setor de serviços e 64 251,97 mil reais do valor adicionado da administração pública. O fluxo comercial é expresso na presença de estabelecimentos de gêneros variados, como supermercados, farmácias, lojas de confecção, lojas de peças de motos e automóveis, escritórios e bares.
A atividade comercial da cidade apresenta ligação direta com a produção agropecuária, haja vista o consumo interno e a comercialização com redes de supermercado e distribuidoras de cidades da mesma região, como em Cachoeiro de Itapemirim. A presença de diversos atrativos rurais, como montanhas, trilhas e cachoeiras, também reforça a contribuição do turismo rural para a economia de Atílio Vivácqua. Há de se destacar que o município é destino de praticantes de voos de parapente.

## Infraestrutura

### Saúde e educação
A rede de saúde de Atílio Vivácqua inclui cinco unidades básicas de saúde e um hospital geral, segundo informações de 2018. Em 2020, foram registrados 73 óbitos por morbidades, dentre os quais os tumores representaram a maior causa de mortes (20,54%), seguidos pelas doenças infecciosas e parasitárias (15,07%) e por causas externas (15,07%). Ao mesmo tempo, foram registrados 152 nascidos vivos, sendo que o índice de mortalidade infantil no mesmo ano foi de 19,74 óbitos de crianças menores de um ano de idade a cada mil nascidos vivos. Cabe ressaltar que 1,43% das meninas de 10 a 14 anos tiveram filhos em 2017, porcentagem que sobe para 14,29% entre as adolescentes de 15 a 17 anos.
Em 2010, 93,36% das crianças com faixa etária entre cinco e seis anos estavam matriculadas na educação infantil, ao mesmo tempo que 92,59% da população de 11 a 13 anos cursavam as séries finais do ensino fundamental. Contudo, da população de 15 a 17 anos, 63,94% haviam finalizado o ensino fundamental, enquanto 49,47% dos residentes de 18 e 20 anos tinham terminado o ensino médio. Os habitantes tinham uma expectativa média de 9,66 anos de estudo, enquanto 13,28% das pessoas com 25 anos de idade ou mais eram analfabetas. Dentre essa faixa etária, 39,78% tinham completado o ensino fundamental, 25,49% o ensino médio e 6,43% o ensino superior. Já em 2021, havia 2 398 matrículas nas instituições de educação infantil e ensinos fundamental e médio da cidade.
| Ensino pré-escolar | 590   | 44 | 9  |
| Ensino fundamental | 1 388 | 73 | 10 |
| Ensino médio       | 420   | 27 | 1  |

### Habitação e transporte

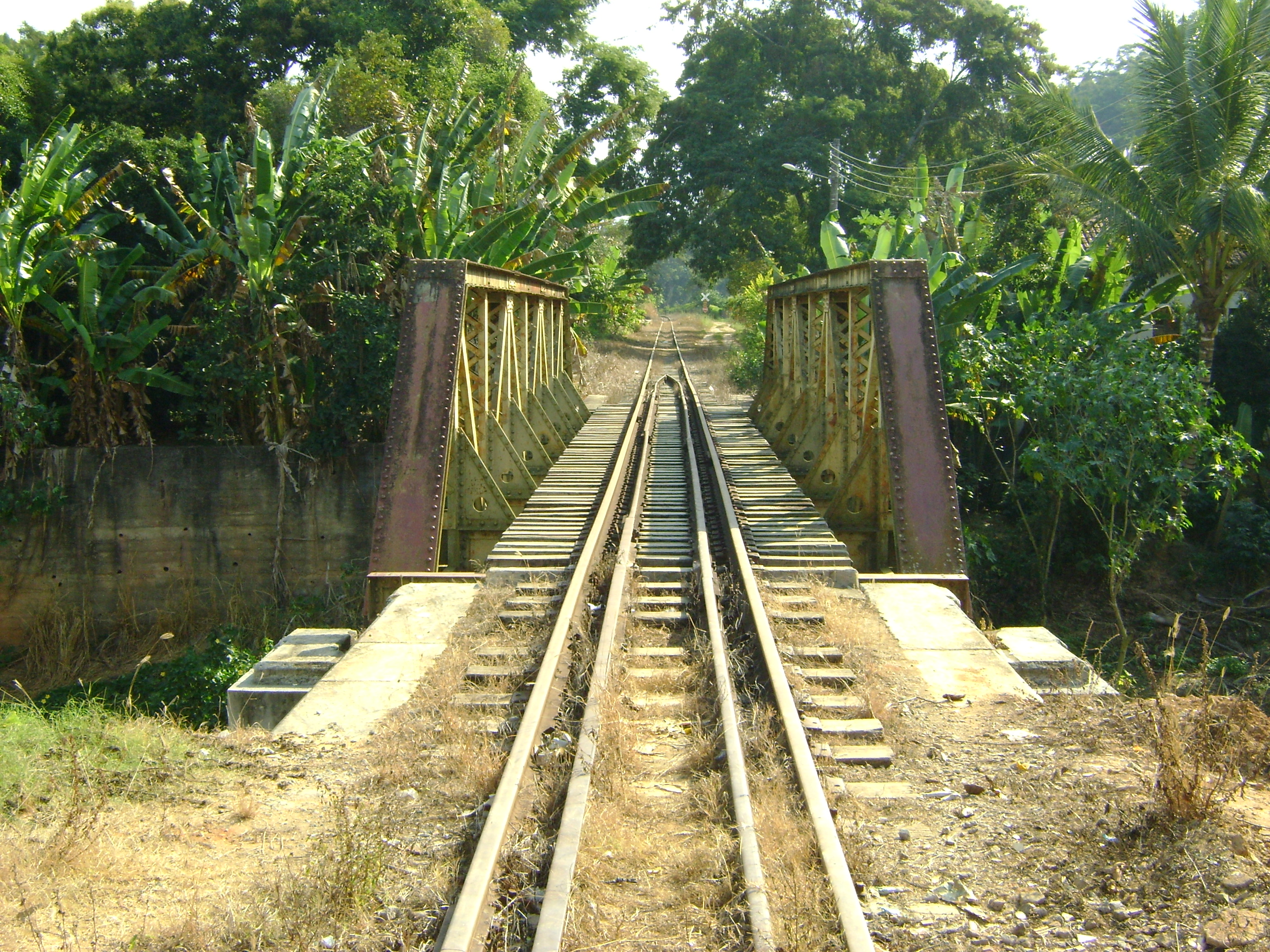
Ponte de ferro de Atílio Vivácqua, herdada do traçado da antiga Estrada de Ferro Leopoldina.

No ano de 2010, a cidade tinha 2 970 domicílios particulares permanentes. Desse total, 2 905 eram casas, 57 eram apartamentos e oito eram habitações em casa de cômodos ou cortiços. Do total de domicílios, 1 983 são imóveis próprios (1 959 já quitados e 24 em aquisição), 555 foram alugados, 412 foram cedidos (243 cedidos por empregador e 169 cedidos de outra forma) e 20 foram ocupados sob outra condição. No mesmo ano, 2 964 domicílios (99,79% do total) possuíam abastecimento de energia elétrica; 2 948 (99,25% deles) possuíam banheiros para uso exclusivo das residências; e 1 766 (59,46) eram atendidos pelo serviço de coleta de lixo.
Em 2010, 2 136 domicílios eram atendidos pela rede geral de abastecimento de água (71,91% do total), em 661 (22,26% deles) o abastecimento de água era feito por meio de poços e/ou nascentes na própria propriedade, em 170 (5,72%) por meio de poços e/ou nascentes de outras propriedades e os demais se abasteciam de outras formas. Já em 2017, apenas 200 unidades residenciais possuíam serviço de coleta de esgoto de acordo com o IBGE, mas a rede de captação e tratamento de águas residuais foi expandida posteriormente. Em 2022, foram iniciadas intervenções de modo a estender os serviços de coleta e tratamento de esgoto a pelo menos 90% da cidade. O código de área (DDD) é 027 e o Código de Endereçamento Postal (CEP) vai de 29490-000 a 29499-999. O serviço postal é atendido por uma agência da Empresa Brasileira de Correios e Telégrafos funcionando na zona urbana.
A frota municipal no ano de 2021 era de 6 293 veículos, sendo 2 569 automóveis, 2 164 motocicletas, 587 caminhonetes, 306 motonetas, 279 caminhões, 117 caminhonetas, 58 semirreboques, 56 caminhões-trator, 47 reboques, 47 utilitários, 32 ônibus, 20 micro-ônibus, quatro triciclos, três ciclomotores, três tratores de rodas e um classificado como outro tipo de veículo. A principal rodovia que atende Atílio Vivácqua é a BR-101, que passa pelo território municipal. Outras rodovias que atendem a localidade são a ES-289 e ES-489, das quais a ES-289 é a responsável por ligar a BR-101 à cidade. Além dessas rodovias, existe uma malha de cerca de 300 km de estradas vicinais.
O município se situa às margens de uma antiga ferrovia, a Linha do Litoral da Estrada de Ferro Leopoldina, que liga Vitória e Vila Velha ao estado do Rio de Janeiro. A antiga estação ferroviária da cidade, que foi inaugurada em 1903, possibilitava o transporte de pessoas até a década de 1980, quando o trem de passageiros deixou de operar. Posteriormente, o prédio foi preservado pela administração municipal e utilizado como centro cultural, biblioteca e marco atrativo.